# Alliance Semiconductor
Alliance Semiconductor je američka tvrtka koja je osnovana 1985. poznata po proizvodnji mikroprocesora (čipova). Osnovana je u Santa Clari u Kaliforniji.

## Vanjske poveznice
|  | Zajednički poslužitelj ima još gradiva o temi Alliance Semiconductor |

- Službena stranica tvrtke